# Departement der Oker
Das Departement der Oker (frz. Département de l’Ocker, kurz Oker-Departement oder Okerdepartement) war Teil des in der Zeit der französischen Besetzung zwischen 1807 und 1813 existierenden Königreichs Westphalen. Seinen Namen erhielt es vom Fluss Oker, der den größten Teil des Departements durchzieht. Am 1. September 1810 kam es zu kleinen Grenzanpassungen. Hauptstadt des Departements war Braunschweig.

## Geschichte
Als Folge der gegen die Truppen Napoléons I. verlorenen Schlacht bei Jena und Auerstedt im Oktober 1806 nahm Frankreich das Land Braunschweig durch zwei Proklamationen vom 28. und 30. Oktober 1806 in Besitz. Es folgte der Frieden von Tilsit am 7. Juli 1807, wodurch am 9. Juli 1807 das Königreich Westphalen entstand, das bis ca. Ende Oktober 1813 bestand. König war Jérôme Bonaparte, ein Bruder Napoléons.
Das Departement der Oker wurde gebildet aus fast den ganzen Fürstentümern Wolfenbüttel und Hildesheim, der Stadt Goslar und ihrem Gebiet und einigen aus dem Gebiet von Magdeburg und Halberstadt abgetrennten Dörfern. Bei seiner Gründung zum 1. Dezember 1807 hatte es geschätzte 267.878 Einwohner.
Am 1. September 1810 ergaben sich, infolge der Annexion der norddeutschen Küstenländer durch Frankreich und der Bildung des französischen Hanseatischen Departements, Grenzveränderung durch die Bildung des Departements der Aller. Zum Oker-Departement kam der zwischen den Flüssen Aller und Oker liegende Bezirk des Herzogtums Lüneburg.
Nachdem die Gegner Napoléons (Preußen, Österreich, Russland und Schweden) Mitte Oktober 1813 die Völkerschlacht bei Leipzig für sich entschieden hatten, zerfiel das Königreich Westphalen schnell und mit ihm das Departement der Oker.
Am 6. November 1813 zog Johann Elias Olfermann mit braunschweigischen Truppen in die Stadt Braunschweig ein und übernahm die Regierungsgeschäfte kommissarisch für Herzog Friedrich Wilhelm, der sie mit seinem Einzug in Braunschweig am 22. Dezember 1813 schließlich selbst wahrnahm. Braunschweig war damit wieder Herzogtum geworden. Endgültig wurde es, nach dem Wiener Kongress (1814), in den alten Grenzen als Herzogtum Braunschweig bestätigt.

## Zustand 1811
Das Oker-Departement umfasste etwa 5088 km². Die Einwohnerzahl wurde zum 31. Dezember 1810 mit 275.654 gezählt. Sie lebten in 14 Städten, elf Marktflecken, zwölf Vororten, 572 Dörfern, 79 Weilern und 130 Einzelgebäuden mit insgesamt 37.381 Feuerstellen. Den 87.437 Stadtbewohnern standen 188.181 Landbewohner gegenüber.
Das Departement bestand aus vier Distrikten, 56 Kantonen, 559 Gemeinden, 48 Kantonmairien und 58 Friedensgerichten. Das Appellationsgericht befand sich in Cassel. Die Hauptstadt des Departements war Braunschweig.
- Der Distrikt Braunschweig hatte 105.950 Einwohner und umfasste 1575 km² in vier Städten, vier Vororten, 220 Dörfern, 29 Weilern und 32 Einzelgebäuden mit insgesamt 13.416 Feuerstellen oder 19 Kantonen und 206 Gemeinden. Die Distrikthauptstadt war Braunschweig.
- Der Distrikt Helmstedt hatte 55.577 Einwohner und umfasste 1286,25 km² in vier Städten, drei Markflecken, sechs Vororten, 123 Dörfern, 13 Weilern und 34 Einzelgebäuden mit insgesamt 7552 Feuerstellen oder zwölf Kantonen und 121 Gemeinden. Die Distrikthauptstadt war Helmstedt.
- Der Distrikt Hildesheim hatte 61.161 Einwohner und umfasste 955,25 km² in drei Städten, vier Marktflecken, einem Vorort, 136 Dörfern, zwölf Weilern und 22 Einzelgebäuden mit insgesamt 9426 Feuerstellen oder 14 Kantonen und 134 Gemeinden. Die Distrikthauptstadt war Hildesheim.
- Der Distrikt Goslar hatte 52.966 Einwohner und umfasste 997,5 km² in drei Städten, vier Markflecken, einem Vorort, 93 Dörfern, 25 Weilern und 42 Einzelgebäuden mit insgesamt 6987 Feuerstellen oder elf Kantonen und 98 Gemeinden. Die Distrikthauptstadt war Goslar.[1]

Zum 1. Januar 1811 ergaben sich für das Oker-Departement folgende Veränderungen: Der Kanton Rötgesbüttel kam zum Distrikt Braunschweig, der Kanton Fallersleben zum Distrikt Helmstedt. Der Distrikt Hildesheim verlor Elze links der Leine, Sarstedt und Algermissen an das Aller-Departement. Hinzu kam der Kanton Burgstemmen. Im Distrikt Goslar wurde die Stadt Goslar in zwei Kantone (Stadt und Land) geteilt, der Kanton Langelsheim, ebenfalls aus dem Kanton Goslar, fiel weg.

## Gliederung
Ein westphälisches Departement war unterteilt in Distrikte, diese wiederum in Kantone und diese schließlich in Munizipalitäten.
| Distrikt     | Kantone |
| ------------ | --- |
| Braunschweig | Peine-Stadt, Peine-Land, Groß Lafferde, Bettmar, Lesse, Gebhardshagen, Salder, Wolfenbüttel-Stadt, Wolfenbüttel-Land, Wolfenbüttel Ost (Salzdahlum), Braunschweig Stadt, Braunschweig Ost (Riddagshausen), Braunschweig West (Vechelde), Wendhausen, Kremlingen, Remlingen, Schöppenstedt und Jerxheim. |
| Helmstedt    | Königslutter, Schöningen, Warsleben, Hamersleben, Oschersleben, Harbke, Helmstedt-Stadt, Helmstedt Land, Weferlingen, Bahrdorf, Vorsfelde ab 1810 Fallersleben. |
| Hildesheim   | 1807–1813 Netlingen, Hoheneggelsen, Schwichelde, Hohenhameln, Ottbergen, Hildesheim Stadt, Hildesheim Land, Borsum, Moritzberg, Gronau, Alfeld, Salzdetfurth und Bodenburg. bis 1810 Eltze (links der Leine), Algermissen und Sarstedt.                                                                 |
| Goslar       | Vienenburg, Schladen, Goslar Stadt, Goslar Land, Harzburg, Liebenburg, Salzgitter, Lutter, Holle, Bockenem und Lamspringe. |

## Präfekturen

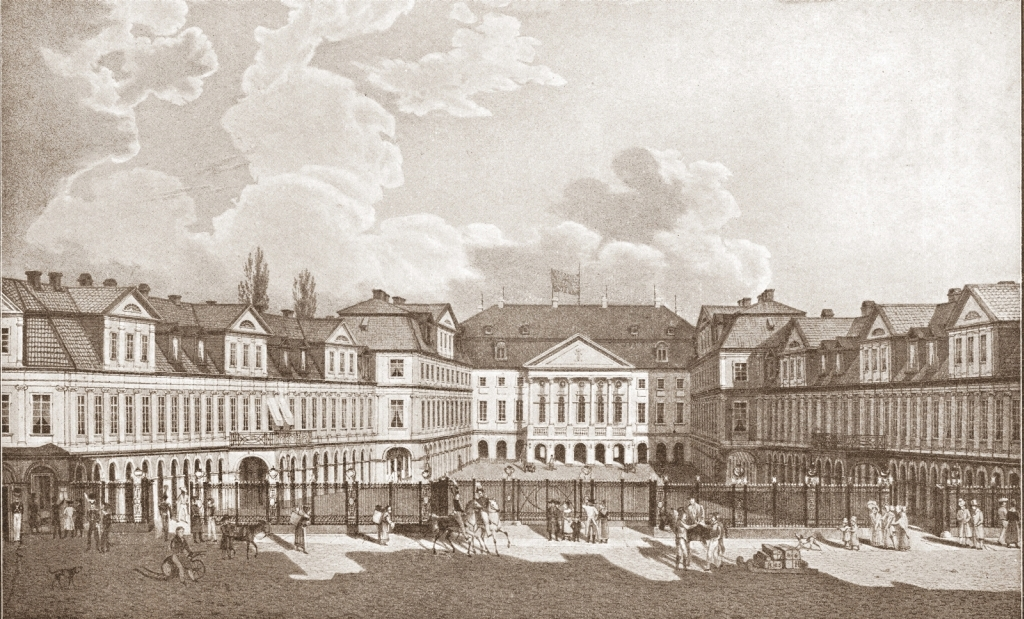
Der Sitz der Präfektur: Das alte Braunschweiger Schloss (Lithographie 1825)

Das Departement der Oker hatte seinen Sitz in Braunschweig. Der erste Präfekt des Departements der Oker war der Braunschweiger Friedrich Henneberg (1748–1812), der diese Position bis zu seinem Tod innehatte. Ihm folgte, von Mai 1812 bis ca. November 1813, August von Reiman im Amt. Der Präfekt erhielt Unterstützung durch seinen Sekretär Eschenburg. Der jeweilige Präfekt des Departements war zugleich Präfekt der Unterpräfektur Braunschweig.
Der Ratsversammlung gehörten die Herren Mahner, von Hantelmann, Lastrop und Gravenhorst an. Zur Ratsversammlung der Unterpräfektur Braunschweig gehörten: 1810 von Cramm (Präsident), Behrend-Krause, von Bülow, Campe, Cleve (nur 1810), Denicke, Gerike, Giesecke, Kerl, Lynker, von Löhneisen, Lüntzel, von Münchhausen, von Plessen, Schachtrupp, Schader, Graf von Schulenburg auf Outleben (bis 1811), von Sierstorp und Rittmeister von Wilmerding.
Weitere Unterpräfekten gab es in:
- Helmstedt: der Präfekt Baron von Weichs mit seinem Sekretär Düring, 1811 Sekretär Werner.
- Hildesheim: der Präfekt Blum mit seinem Sekretär Heinichen, ab 1812 Präfekt Baron von Hammerstein.
- Goslar: Der Präfekt Herr Kerl mit seinem Sohn als Sekretär. Ab 1811 Sekretär von Boetticher.[1]

Ein französischer Beamter, der in den Jahren 1806 bis 1808 in Braunschweig seinen Dienst versah, war der Schriftsteller Marie-Henrie Beyle (1783–1842), der später unter seinem Pseudonym „Stendhal“ bekannt wurde. In seinen Tagebüchern (Tagebuch aus Braunschweig) und Reiseberichten (Eindrücke aus Norddeutschland) lieferte er eine essayistische Beschreibung der Braunschweiger Gesellschaft jener Zeit. Seinen Aufenthalt in Deutschland, insbesondere aber seine Erinnerungen an Braunschweig, verarbeitete er später (in z. T. in verschlüsselter Form) in weiteren Romanen.

## Postmeister im Departement der Oker
Das Königreich Westphalen hatte die Posthoheit im Lande.
Braunschweig
- Braunschweig Direktor 1. Klasse: Cleve (1810–13), Direktor für die Fahrpost von Hamburg nach Leipzig: Henneberg (1810), Controleur d’Escalonne, (1810), De Berenger (1811–13)
- Lafferde Expediteur: Böttcher (1810–13)
- Peine Direktor 2. Klasse: Richelmann (1810–13)
- Schöppenstedt Direktor Expediteur: Dehn (1810–13),
- Wolfenbüttel Direktor 3. Klasse: Salzenberg (1810–13)
- Brüggen Expediteur: Rohrsen (fils), (1811–13)

Helmstedt
- Bahrdorf Schulze Expediteur: (1810–13)
- Helmstedt Direktor 2. Klasse: Böcker (1810–13)
- Königslutter Expediteur: Falke (1810–13)
- Oschersleben Expediteur: Evers (1810–13)
- Schöningen Direktor Expediteur: Schultze (1810–11), Sachtleben (1812–13)
- Vorsfelde Expediteur: Kaulitz (1810–13)
- Rocklum Expediteur: Schliephacke (1810–13)

Goslar
- Bockenem Expediteur: Hausdoerffer (1810–13)
- Goslar Direktor 2. Klasse: Tüngel (1810), De Fauquenont, (1811–13)
- Lamspringe Expediteur: Meyer (1813)
- Salzgitter Direktor Expediteur: Sievers (1810–13)
- Beinum (Salzgitter) Expediteur: Schleisener (1810–13)
- Immendorf (Salzgitter) Expediteur: Niehoff (1810–13)
- Schladen Expediteur: Köller (1810–13)

Hildesheim
- Alfeld Direktor-Expediteur: Künster (1810–13),
- Hildesheim Direktor 1. Klasse: Metz (1810–13), Controleur Derling (1810–11)
- Lutter am Barenberge Expediteur: Südekum (1810–13)